# Ardleigh Heath
Ardleigh Heath – wieś w Anglii, w hrabstwie Essex. Leży 40 km na północny wschód od miasta Chelmsford i 89 km na północny wschód od Londynu.